# Holoparamecus floridanus
Holoparamecus floridanus är en skalbaggsart som beskrevs av Henry Clinton Fall 1899. Holoparamecus floridanus ingår i släktet Holoparamecus och familjen svampbaggar. Inga underarter finns listade i Catalogue of Life.